# François Laurent
François Laurent (Luxemburgo, 1810-Gante, 1887) fue un historiador, profesor y jurista belga.

## Biografía

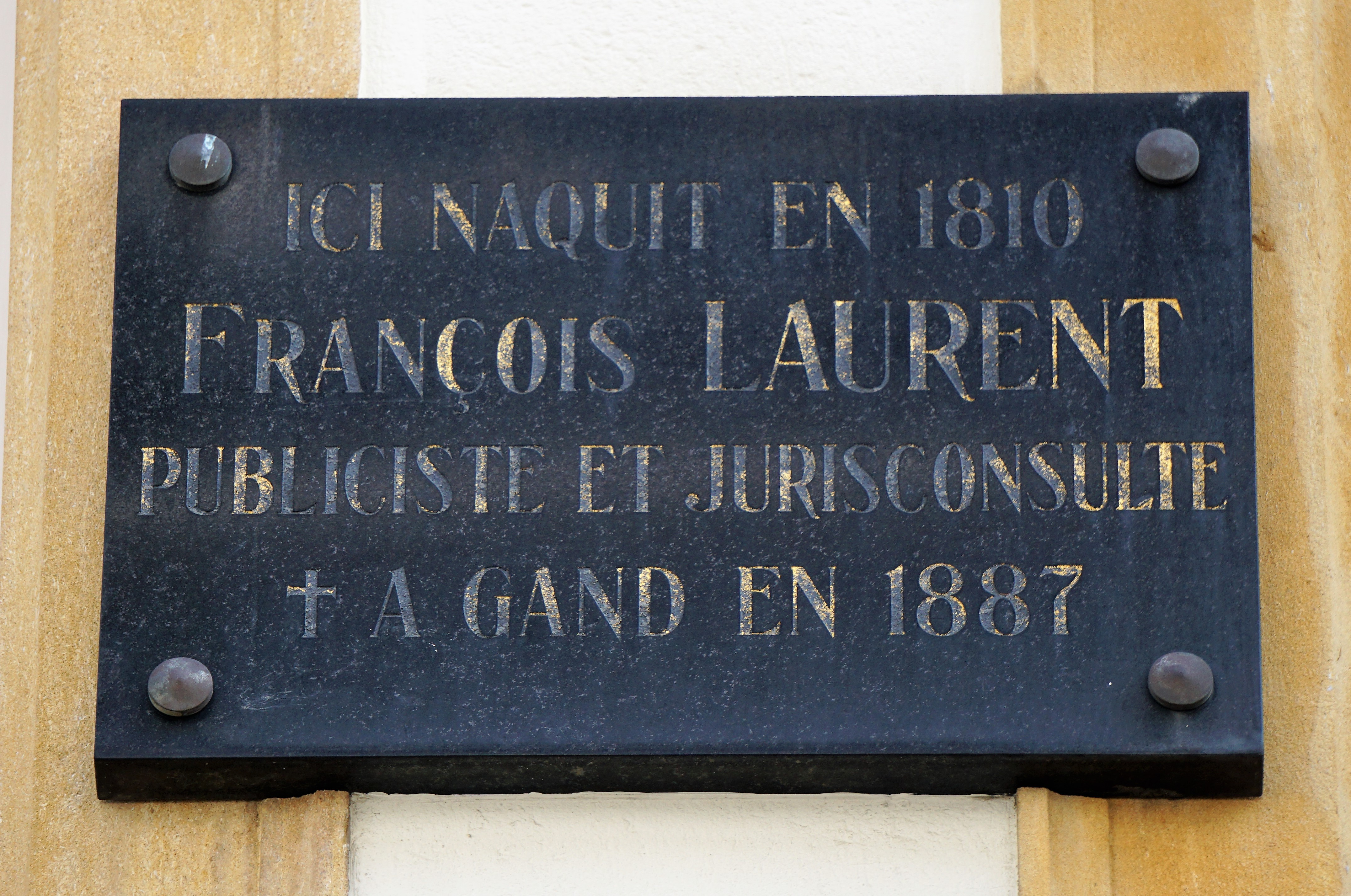
Placa en Luxemburgo señalando su lugar de nacimiento

Nacido en Luxemburgo el 8 de julio de 1810, tuvo un empleo en el Ministerio de Justicia durante un tiempo antes de convertirse en profesor de derecho civil en la Universidad de Gante en 1836. Su defensa de principios liberales y anticlericales desde su cátedra y en la prensa le granjeó enemigos, pero mantuvo su puesto hasta su muerte el 11 de febrero de 1887 en Gante.
Abordó las relaciones entre Iglesia y Estado en L'Église et l'êtat (Bruselas, 3 vols., 1858-1862, con una posterior edición revisada en 1865), tema que volvió a tratar en los dieciocho volúmenes de su principal trabajo histórico: Études sur l'histoire de l'humanité (Gante y Bruselas, 1855-1870), que despertó considerable interés fuera de Bélgica. Su fama como jurista proviene de su exposición del Código Napoleónico en sus Principes de droit civil (Bruselas, 33 vols., 1869-1878) y su Droit civil international (Bruselas, 8 vols., 1880-1881).
Fue encargado en 1879 por el ministro de Justicia con la preparación de un informe sobre la revisión propuesta del código civil. Además de sus opúsculos anticlericales, entre sus escritos de menor entidad se encuentran textos abordando temas como la cuestión social, la organización de las cajas de ahorro y los asilos.